# Írárfoss
Írárfoss (che in lingua islandese significa: cascata del fiume Írá) è una cascata alta 60 metri situata nella regione del Suðurland, nella parte meridionale dell'Islanda.

## Descrizione
Il piccolo fiume Írá trae origine dall'acqua di fusione del ghiacciaio Eyjafjallajökull e prosegue il suo corso attraverso l'incavo dell'Eyjafjalladjúp. Per formare la cascata l'acqua precipita da una parete rocciosa alta 60 metri.
Lungo il corso del fiume sono presenti tre grandi cascate, oltre ad altre minori. A circa 10 km di distanza si trova la famosa cascata Seljalandsfoss.

## Accesso
La cascata è posta tra il villaggio di Skógar e la cittadina di Hvolsvöllur. È visibile dalla Hringvegur, la grande strada ad anello che contorna tutta l'Islanda, e che passa a circa 1,5 km di distanza. Prendendo poi la strada S246 Skálavegur, si può arrivare fino a 250 metri dalla cascata.